# Carum diversifolium
Carum diversifolium là một loài thực vật có hoa trong họ Hoa tán. Loài này được (DC.) C.B.Clarke mô tả khoa học đầu tiên năm 1879.